# Алан Патрик (боец)
А́лан Па́трик Си́лва А́лвис (порт.-браз. Alan Patrick Silva Alves; род. 9 июля 1983, Манаус) — бразильский боец смешанного стиля, представитель лёгкой весовой категории. Выступает на профессиональном уровне начиная с 2008 года, известен по участию в турнирах бойцовской организации UFC. Владел титулом чемпиона Bitetti Combat в лёгком весе. Чёрный пояс по бразильскому джиу-джитсу.

## Биография
Алан Патрик родился 9 июля 1983 года в городе Манаус штата Амазонас. В течение многих лет осваивал бразильское джиу-джитсу, удостоился в этой дисциплине чёрного пояса.

### Начало профессиональной карьеры
Дебютировал в смешанных единоборствах на профессиональном уровне в апреле 2008 года, победил своего соперника техническим нокаутом. Дрался в разных небольших бразильских промоушенах, таких как HTJ, Vision Fight и Mr. Cage — во всех случаях неизменно выходил из поединков победителем. В 2013 году также одержал победы в довольно крупных организациях Jungle Fight и Bitetti Combat, причём в последней завоевал титул чемпиона в лёгкой весовой категории.

### Ultimate Fighting Championship
Имея в послужном списке десять побед и ни одного поражения, Алан Патрик привлёк к себе внимание крупнейшей бойцовской организации мира Ultimate Fighting Championship и подписал с ней долгосрочный контракт. Впервые выступил в октагоне UFC в октябре 2013 года, выиграв техническим нокаутом у Гаретта Уайтли.
В феврале 2014 года впервые выехал драться за пределы Бразилии, на турнире в США встретился с канадцем Джоном Макдесси — их противостояние продлилось всё отведённое время, и судьи единогласно отдали победу Алану Патрику. Решение вызвало споры, многие авторитетные СМИ назвали победителем Макдесси или настаивали на ничьей.
Следующим его соперником должен был стать представитель Ирана Бенеил Дариюш, но бразилец получил травму челюсти и вынужден был отказаться от этого боя, в результате его заменили другим бойцом. Оправившись от травмы, в июне 2015 года вернулся в строй, встретившись с россиянином Майрбеком Тайсумовым и проиграв техническим нокаутом во втором раунде — это поражение оказалось первым в его профессиональной карьере.
В 2016 году дважды дрался в клетке UFC, выиграв единогласным решением у обоих своих соперников: австралийца Дэмьена Брауна и шотландца Стиви Рэя.
В феврале 2018 года ему противостоял представитель Боснии и Герцеговины Дамир Хаджович, Алан Патрик вновь выиграл единогласным судейским решением.

## Статистика в профессиональном ММА
| Боёв 19         | Побед 15 | Поражений 3 |
| --------------- | -------- | ----------- |
| Нокаутом        | 4        | 2           |
| Сдачей          | 2        | 0           |
| Решением        | 9        | 1           |
| Не состоявшихся | 1        | 1           |

| Результат      | Рекорд   | Соперник          | Способ                  | Турнир                                 | Дата             | Раунд | Время | Место                    | Примечание                                                            |
| -------------- | -------- | ----------------- | ----------------------- | -------------------------------------- | ---------------- | ----- | ----- | ------------------------ | --------------------------------------------------------------------- |
| Поражение      | 15–4 (1) | Майкл Джонсон     | KO (удары руками)       | UFC on ESPN: Błachowicz vs. Rakić      | 14 мая 2022      | 2     | 3:22  | Лас-Вегас, США           |                                                                       |
| Нет результата | 15-3 (1) | Мейсон Джонс      | Не состоялся            | UFC Fight Night: Rozenstruik vs. Sakai | 5 июня 2021      | 2     | 2:14  | Лас-Вегас, США           | Патрик не смог продолжить бой, получив непреднамеренный тычок в глаз. |
| Поражение      | 15-3     | Бобби Грин        | Единогласное решение    | UFC Fight Night: Waterson vs. Hill     | 12 сентября 2020 | 3     | 5:00  | Лас-Вегас, США           |                                                                       |
| Поражение      | 15-2     | Скотт Хольцман    | KO (удары локтями)      | UFC 229                                | 6 октября 2018   | 3     | 3:42  | Лас-Вегас, США           |                                                                       |
| Победа         | 15-1     | Дамир Хаджович    | Единогласное решение    | UFC Fight Night: Machida vs. Anders    | 3 февраля 2018   | 3     | 5:00  | Белен, Бразилия          |                                                                       |
| Победа         | 14-1     | Стиви Рэй         | Единогласное решение    | UFC Fight Night: Cyborg vs. Lansberg   | 24 сентября 2016 | 3     | 5:00  | Бразилиа, Бразилия       |                                                                       |
| Победа         | 13-1     | Дэмьен Браун      | Единогласное решение    | UFC Fight Night: Hunt vs. Mir          | 20 марта 2016    | 3     | 5:00  | Брисбен, Австралия       |                                                                       |
| Поражение      | 12-1     | Майрбек Тайсумов  | TKO (удары)             | UFC Fight Night: Jędrzejczyk vs. Penne | 20 июня 2015     | 2     | 1:30  | Берлин, Германия         |                                                                       |
| Победа         | 12-0     | Джон Макдесси     | Единогласное решение    | UFC 169                                | 1 февраля 2014   | 3     | 5:00  | Ньюарк, США              |                                                                       |
| Победа         | 11-0     | Гаретт Уайтли     | TKO (удары руками)      | UFC Fight Night: Maia vs. Shields      | 9 октября 2013   | 1     | 3:54  | Баруэри, Бразилия        |                                                                       |
| Победа         | 10-0     | Клаудиери Фрейтас | Единогласное решение    | Bitetti Combat 15                      | 11 мая 2013      | 3     | 5:00  | Рио-де-Жанейро, Бразилия | Выиграл титул чемпиона Bitetti Combat в лёгком весе.                  |
| Победа         | 9-0      | Келлес Альбукерке | Единогласное решение    | Bitetti Combat 14                      | 9 марта 2013     | 3     | 5:00  | Рио-де-Жанейро, Бразилия |                                                                       |
| Победа         | 8-0      | Мурилу Роса Филью | TKO (остановлен врачом) | Jungle Fight 49                        | 22 февраля 2013  | 1     | 5:00  | Рио-де-Жанейро, Бразилия |                                                                       |
| Победа         | 7-0      | Алан Феррейра     | KO (ногой в голову)     | Mr. Cage 7                             | 7 октября 2012   | 2     | 3:23  | Манаус, Бразилия         |                                                                       |
| Победа         | 6-0      | Мишел Силва       | Единогласное решение    | Mr. Cage 4                             | 30 ноября 2010   | 3     | 5:00  | Манаус, Бразилия         |                                                                       |
| Победа         | 5-0      | Андре Батата      | Единогласное решение    | Vision Fight                           | 20 декабря 2009  | 3     | 5:00  | Боа-Виста, Бразилия      |                                                                       |
| Победа         | 4-0      | Рональд Кинг      | Единогласное решение    | Vision Fight                           | 20 декабря 2009  | 3     | 5:00  | Боа-Виста, Бразилия      |                                                                       |
| Победа         | 3-0      | Аугусту Сесар     | Сдача (удушение сзади)  | Samurai da Selva 1                     | 12 декабря 2008  | 1     | N/A   | Манаус, Бразилия         |                                                                       |
| Победа         | 2-0      | Вагнер Энрике     | Сдача (удушение сзади)  | HTJ: Qualifying                        | 20 сентября 2008 | 1     | 2:47  | Манаус, Бразилия         |                                                                       |
| Победа         | 1-0      | Бруну Аугусту     | TKO (удары руками)      | Hero’s The Jungle 2                    | 7 апреля 2008    | 1     | N/A   | Манаус, Бразилия         |                                                                       |